# Carlos González Gallo
Carlos E. González Gallo, né le 2 mai 1930 à Montevideo où il est mort le 18 juillet 2018, est un ancien joueur uruguayen de basket-ball.

## Palmarès
- 3e des Jeux olympiques 1956